# Косих Віталій Анатолійович
Косих Віталій Анатолійович (23 березня 1949 — 26 вересня 2014) — український державний і політичний діяч, міський голова Чернігова (1992—2001).

## Життєпис
Народився 23 березня 1949 року в сім'ї робітника. Вищу освіта (інженер-механік) отримав в Чернігівській філії КПІ (1974 г.), потім вступив до Чернігівського вищого військового авіаційного училища льотчиків, але після 2 курсу залишив навчання за станом здоров'я.
Трудовий шлях розпочав у 1968 році учнем токаря. Далі працював токарем на ВО «Хімволокно», майстром, інженером ВО «Чернігівгаз».
В 1974-75 рр. — 2-й секретар Деснянського райкому комсомолу м Чернігова, секретар Деснянського райкому Комуністичної партії України, інструктор обкому КПУ, інструктор Новозаводського райкому КПУ, завідувач оргвідділу Деснянського райкому та Чернігівського міськкому КПУ.
В 1988-90 рр. — Голова міського комітету народного контролю.
В 1990—1992 рр. — Заступник голови, а з травня 1992 року по листопад 2001 — голова Чернігівської міської ради народних депутатів.

## Нагороди
- орден «За заслуги» III ст.